# سانت لوسيا (الأوروغواي)
سانت لوسيا هي مدينة، في الأوروغواي، تتبع إدارة كانيلونيس، بلغ عدد سكانها 16,742 نسمة في 2011، رمزها البريدي هو 90700.